# 第73屆柏林影展
第73屆柏林影展（德語：73. Internationalen Filmfestspiele Berlin）於2023年2月16日至2月26日在德國柏林舉辦，評審團主席由美國演員克莉絲汀·史都華擔任。榮譽金熊獎則授予美國導演史蒂芬·史匹柏。美國導演麗貝卡·米勒執導的《她來到我身邊》則獲選為影展開幕片。法国纪录片《塞納河上的船屋》赢得金熊奖。

## 評審團

### 正式競賽[4]
- 克莉絲汀·史都華：演員。（評審團主席）
- ／ 格什菲·法拉哈尼：演員。
- 瓦萊斯卡·格里巴赫（德语：Valeska Grisebach）：導演。
- 哈都·裘德：導演、編劇。
- 法蘭辛·邁斯勒：選角導演、監製。
- 卡拉·西蒙：導演、編劇。
- 杜琪峰：導演。

### 邂逅[5]
- 艾格麗琪·帕普莉亞（希臘語：Αγγελική Παπούλια）：演員。
- 迪雅·庫倫貝加什維利（英语：Dea Kulumbegashvili）：導演、編劇。
- 保羅·莫雷蒂（法语：Paolo Moretti (programmateur cinéma)）：藝術總監。

### 短片競賽[6]
- 卡塔林·克里斯圖提烏：剪輯。
- 斯凱·霍平卡（英语：Sky Hopinka）：藝術家、導演。
- 伊莎貝拉·斯蒂沃（德语：Isabelle Stever）：導演、編劇。

### 劇集競賽[7]
- 安德烈·荷蘭：演員。
- 丹娜·斯特恩（英语：Danna Stern）：電影製片。
- 梅特·赫諾（丹麥語：Mette Heeno）：編劇。

### 最佳首部長片獎[8]
- 艾滕·阿敏（阿拉伯语：آيتن أمين）：導演。
- 朱迪思·雷沃·迪阿洛訥：策展人。
- 西里爾·舒布林（德语：Cyril Schäublin）：導演。

### 柏林紀錄片獎[9]
- ／ 艾蜜莉·布傑斯：瑞士真實影展（法语：Visions du réel）藝術總監。
- 黛安娜·布斯塔曼特：監製。
- ／ 馬克·庫辛思（英语：Mark Cousins (filmmaker)）：導演、編劇。

### 新世代[10]
兒童單元
- 凡妮絲·阿蒂恩扎：導演。
- 愛麗絲·蓋爾茲：製片。
- 古德倫·薩默：影展總監。

青年單元
- 費恩·穆特提：攝影。
- 胡安尼塔·羅德里奎·翁薩加：導演、藝術家。
- 卡捷琳娜·戈諾斯泰（烏克蘭語：Горностай Катерина Павлівна）：導演、編劇、剪輯。

### 德國視點[11]
- 德拉·達布拉曼茲：演員。
- 安娜·法比妮（德语：Anne Fabini）：剪輯。
- 瓊斯·榮松（德语：Jöns Jönsson）：導演。

海納卡羅獎
- 弗雷亞·阿爾德（德语：Freya Arde）：作曲。
- 彼得·卡漢（德语：Peter Kahane）：導演。
- 米爾科維爾曼：德國電影股份公司基金會專員。

### 泰迪熊獎[12]
- 艾方索·F·埃斯坎登：墨西哥混合影展副主席。
- 達魯尼·特德通塔維德：策展人。
- 梅蘭妮·艾瑞戴爾：策展人。
- 薩莎·普羅科彭科：策展人。
- 湯姆·奧耶：電影藝術與科學學院高級副總裁。
- 西娜·斯庫拉德：酷兒女權主義影展聯合創始人、召集人。

## 官方單元

### 正式競賽
以下電影被選定為競賽片，並依首映日期排序，可角逐金熊獎和銀熊獎：
| 片名                    | 原文片名                                 | 導演                         | 出品國                        |
| ----------------------- | ---------------------------------------- | ---------------------------- | ----------------------------- |
| 《善良的生存》          | The Survival of Kindness                 | 羅夫·迪·希爾                 |                               |
| 《說不出口的禁忌愛慾》  | Irgendwann werden wir uns alles erzählen | 艾蜜莉·阿特夫                | 德国                          |
| 《黑莓》                | BlackBerry                               | 麥特·強森                    | 加拿大                        |
| 《白塔之光》            | 《白塔之光》                             | 張律                         | 中国                          |
| 《崇陽俱樂部》‡         | Manodrome                                | 約翰·特倫戈夫                | 英国、 美国                   |
| 《之前的我們》          | Past Lives                               | 席琳·宋                      | 美国                          |
| 《巴赫曼-沙漠追愛之旅》 | Ingeborg Bachmann – Reise in die Wüste   | 瑪加蕾特·馮·特羅塔           | 德国、 瑞士、 奥地利、 盧森堡 |
| 《迪斯可戰爭》*         | Disco Boy                                | 賈科莫·阿布賽斯              | 法國、 義大利、 波蘭、 比利时 |
| 《最後一次的生日派對》  | Tótem                                    | 莉拉·亞維列斯                | 墨西哥、 丹麦、 法國          |
| 《聲聲長流》            | Music                                    | 安姬拉·夏納萊克              | 德国、 法國、 塞爾維亞        |
| 《偶戲之家》            | Le grand chariot                         | 菲利普·卡黑                  | 法國、 瑞士                   |
| 《兩萬種蜜蜂》*‡        | 20.000 especies de abejas                | 埃斯蒂巴利茲·烏雷索拉·索盧古 | 西班牙                        |
| 《野火蔓延時》          | Roter Himmel                             | 克里斯汀·佩佐                | 德国                          |
| 《苦日方來》            | Mal Viver                                | 喬歐·康尼                    | 葡萄牙、 法國                 |
| 《鈴芽之旅》            | すずめの戸締まり                         | 新海誠                       | 日本                          |
| 《地獄邊緣》            | Limbo                                    | 伊凡·森                      |                               |
| 《藝術學院》            | 《藝術學院》                             | 劉健                         | 中国                          |
| 《塞納河上的船屋》Ⓓ     | Sur l'Adamant                            | 尼可拉斯·菲力柏特            | 法國、 日本                   |
| 《直到長夜將盡》‡       | Bis ans Ende der Nacht                   | 克里斯托夫·霍奇豪斯勒        | 德国                          |

* 表示為導演首部長片，可角逐最佳首部長片獎。
‡ 表示為LGBT題材電影，可角逐泰迪熊獎。
Ⓓ 表示為紀錄片，可角逐柏林紀錄片獎。

### 邂逅
以下電影被選為邂逅單元，並依首映日期排序，可角逐該單元最佳影片、最佳導演及評審團特別獎：
| 片名                | 原文片名                         | 導演                                                      | 出品國                          |
| ------------------- | -------------------------------- | --------------------------------------------------------- | ------------------------------- |
| 《夢迴山村》Ⓓ       | El eco                           | 塔蒂亞娜·胡埃佐                                           | 墨西哥、 德国                   |
| 《白色塑料天空》    | Műanyag égbolt                   | 蒂博爾·巴諾茨基 薩羅塔·薩博                               | 匈牙利、 斯洛伐克               |
| 《千面歐蘭朵》‡Ⓓ    | Orlando, ma biographie politique | 保羅·B·普雷西亞多                                         | 法國                            |
| 《成人們》          | The Adult                        | 達斯汀·蓋伊·德法                                          | 美国                            |
| 《多重盲點》        | Im toten Winkel                  | 愛夏·芭菈特                                               | 德国                            |
| 《小世界》          | Here                             | 巴斯·德沃斯                                               | 比利时                          |
| 《轉生幻夢》        | Samsara                          | 路易斯·帕堤諾                                             | 西班牙                          |
| 《家庭時間》*       | Mummola                          | 蒂婭·庫沃                                                 | 芬兰、 瑞典                     |
| 《我最可憎的敵人》  | Mon pire ennemi                  | 邁爾漢·塔馬東                                             | 法國、 瑞士                     |
| 《雪雲》*           | 《雪雲》*                        | 鄔浪                                                      | 中国                            |
| 《籠子在尋找小鳥》* | Клетка ищет птицу                | 瑪莉卡·穆薩耶娃                                           | 法國、 俄羅斯                   |
| 《在水中》          | 물안에서                         | 洪常秀                                                    |                                 |
| 《來日方苦》        | Viver Mal                        | 喬歐·康尼                                                 | 葡萄牙、 法國                   |
| 《我心翩然》*       | Adentro mío estoy bailando       | 萊安德羅·科赫 帕洛瑪·沙赫曼                               | 奥地利、 阿根廷                 |
| 《東部前線》Ⓓ       | Shidniy front                    | 維塔利·弗謝沃洛多維奇·曼斯基 葉夫亨·列奧尼多維奇·季塔連科 | 拉脫維亞、 捷克、 乌克兰、 美国 |
| 《貝加莫城牆》Ⓓ     | Le mura di Bergamo               | 史特凡諾·薩沃納                                           | 義大利                          |

* 表示為導演首部長片，可角逐最佳首部長片獎。
‡ 表示為LGBT題材電影，可角逐泰迪熊獎。
Ⓓ 表示為紀錄片，可角逐柏林紀錄片獎。

### 短片競賽
以下電影被選定為競賽片，可角逐最佳短片金熊獎和最佳短片銀熊獎：
| 片名               | 原文片名                  | 導演                              | 出品國        |
| ------------------ | ------------------------- | --------------------------------- | ------------- |
| 《八》             | 8                         | 安娜伊絲-托赫·康馬雷              | 法國          |
| 《後退》           | Back                      | 亞贊·拉貝                         | 荷蘭          |
| 《毛蟲們》         | Les chenilles             | 米歇爾·凱瑟瓦尼 諾埃爾·凱瑟瓦尼   | 法國          |
| 《前夕》           | Eeva                      | 莫騰·奇納科夫 盧西婭·穆爾茲爾亞克 | 爱沙尼亚、    |
| 《從魚到月》       | From Fish to Moon         | 凱文·干坦圖                       | 美国          |
| 《快樂劫數》       | Happy Doom                | 比莉·蘿絲                         | 奥地利        |
| 《發光的傷口》     | La herida luminosa        | 克里斯蒂安·阿維萊斯               | 西班牙        |
| 《是場約會》‡      | It’s a Date               | 娜迪亞·帕爾凡                     | 乌克兰        |
| 《吉爾，未經授權》 | Jill, Uncredited          | 安東尼·英                         | 英国、 加拿大 |
| 《一種遺囑》       | A Kind of Testament       | 史蒂芬·維耶曼                     | 法國          |
| 《浸黑》‡          | Marungka tjalatjunu       | 馬修·索恩 德里克·林奇             |               |
| 《珠》             | As miçangas               | 拉斐拉·卡梅洛 伊曼紐爾·拉沃爾     | 巴西          |
| 《馬奎尼女人》     | Mwanamke Makueni          | 達莉亞·貝洛娃 瓦列里·阿盧斯基娜   | 德国          |
| 《不眠之夜》‡      | Nuits blanches            | 多納蒂安·貝特羅                   | 法國          |
| 《熊》             | Ours                      | 摩根·弗蘭德                       | 瑞士          |
| 《親密》           | 《親密》                  | 程宇                              | 中国          |
| 《大地之母》       | Terra Mater – Mother Land | 坎塔拉瑪·加希吉里                 | 卢旺达、 瑞士 |
| 《迷離的城市》     | The Veiled City           | 娜塔莉·庫比迪斯-布雷迪            | 英国          |
| 《這段等待》       | Das Warten                | 沃爾克·施萊赫特                   | 德国          |
| 《我的朋友》       | 《我的朋友》              | 張大磊                            | 中国          |

‡ 表示為LGBT題材電影，可角逐泰迪熊獎。

### 劇集競賽
以下劇集被選為競賽劇，可角逐最佳劇集獎：
| 片名             | 原文片名         | 導演                                | 出品國          |
| 正式競賽         | 正式競賽         | 正式競賽                            | 正式競賽        |
| ---------------- | ---------------- | ----------------------------------- | --------------- |
| 《經紀人》       | Agent            | 尼古拉·雷·卡斯                      | 丹麦            |
| 《建築師》       | Arkitekten       | 凱倫·盧末-克萊伯斯                  | 挪威            |
| 《不良行為》     | Bad Behaviour    | 陳思羽                              |                 |
| 《怒吼》         | Dahaad           | 瑞瑪·卡吉蒂 路亞·阿克塔爾           | 印度            |
| 《好媽媽們》     | The Good Mothers | 朱利安·賈洛 伊莉莎·阿莫魯索         | 英国、 義大利   |
| 《間諜/大師》    | Spy/Master       | 克里斯多夫·史密斯                   | 羅馬尼亞、 德国 |
| 《平原上的摩西》 | 《平原上的摩西》 | 張大磊                              | 中国            |
| 非競賽           |                  |                                     |                 |
| 《蜂群》         | Der Schwarm      | 芭芭拉·艾達 盧克·華生 菲利普·史托徹 | 德国、 比利时   |

### 特別展映
以下電影被選為特別展映：
| 片名                              | 原文片名                                             | 導演 | 出品國          |
| 特別展映盛會                      | 特別展映盛會                                         | 特別展映盛會 | 特別展映盛會    |
| --------------------------------- | ---------------------------------------------------- | --- | --------------- |
| 《她來到我身邊》（開幕片）        | She Came to Me                                       | 麗貝卡·米勒 | 美国            |
| 《超級強權》Ⓓ                     | Superpower                                           | 西恩·潘 亞倫·考夫曼 | 美国            |
| 《陽光和混凝土》                  | Sonne und Beton                                      | 大衛·溫德 | 德国            |
| 《砰！砰！世界對戰鮑里斯·貝克爾》 | Boom! Boom! The World vs. Boris Becker               | 艾力士·吉伯尼 | 英国、 美国     |
| 《親吻未來》Ⓓ                     | Kiss the Future                                      | 內納德·西辛-桑恩 | 美国、 爱尔兰   |
| 《果爾達》                        | Golda                                                | 蓋·那提 | 英国            |
| 《塞內卡：地震的創世紀》          | Seneca – Oder: Über die Geburt von Erdbeben          | 勞勃·史溫凱 | 德国、 摩洛哥   |
| 《TÁR塔爾》                       | Tár                                                  | 陶德·菲爾德 | 美国、 德国     |
| 《阿雷莫的最後一夜》              | L'ultima notte di Amore                              | 安德烈亞·迪·斯戴法諾 | 義大利          |
| 特別展映                          |                                                      | |                 |
| 《那邊有人愛我》                  | Laggiù qualcuno mi ama                               | 馬利歐·馬爾多那 | 義大利          |
| 《格殺福順》                      | 길복순                                               | 卞成賢 |                 |
| 《命案》                          | 《命案》                                             | 鄭保瑞 | 香港            |
| 《迪士尼動畫100週年——短片慶典》   | 100 Years of Disney Animation – a Shorts Celebration | 華特·迪士尼 大衛·韓德 班·夏普斯廷 勞倫·傑克遜 威爾斐德·傑克遜 傑克·漢娜 約翰·卡爾斯 布萊恩·門茲 雅各布·弗雷 希拉里·布拉德菲爾德 | 美国            |
| 《＃人孔》                        | #マンホール                                          | 熊切和嘉 | 日本            |
| 《愛你，唐娜·薩默》Ⓓ              | Love to Love You, Donna Summer                       | 羅傑·洛斯·威廉斯 布魯克林·蘇達諾                                                                                                | 美国            |
| 《鬼手鬼手請開口》                | Talk to Me                                           | 丹尼·菲利普 麥可·菲利普 |                 |
| 《測量之人》                      | Der vermessene Mensch                                | 拉斯·克羅曼 | 德国            |
| 《歡迎來到極樂弒界》              | Infinity Pool                                        | 布蘭登·柯能堡 | 加拿大、 匈牙利 |
| 《純真變奏曲》                    | Les Innocentes                                       | 安妮·芳婷 | 法國、 波蘭     |
| 《洛里奧的偉大動畫諷刺劇》        | Loriots große Trickfilmrevue                         | 彼得·蓋爾 維克·馮·布洛 | 德国            |

Ⓓ 表示為紀錄片，可角逐柏林紀錄片獎。

### 經典回顧
以下電影被選為經典回顧：
| 片名                                   | 原文片名                           | 導演                                    | 出品國             |
| 經典修復                               | 經典修復                           | 經典修復                                | 經典修復           |
| -------------------------------------- | ---------------------------------- | --------------------------------------- | ------------------ |
| 《誰來晚餐》（1967年）                 | Guess Who's Coming to Dinner       | 史丹利·克萊瑪                           | 美国               |
| 《馬盤蘇拉》（1988年）                 | Mapantsula                         | 奧利維·舒密茲                           | 南非、 英国        |
| 《裸體午餐》（1991年）                 | Naked Lunch                        | 大衛·柯能堡                             | 加拿大、 英国      |
| 《鄉間羅密歐與茱麗葉》（1941年）       | Romeo und Julia auf dem Dorfe      | 漢斯·特羅默 瓦勒萊恩·史密德利           | 瑞士               |
| 《金色的夢》（1981年）                 | Sogni d'oro                        | 南尼·莫瑞提                             | 義大利             |
| 《黎明》（1990年）                     | Szürkület                          | 哲爾吉·費赫爾                           | 匈牙利             |
| 《巴黎一婦人》（1923年）               | A Woman of Paris                   | 查理·卓別林                             | 美国               |
| 《夜之河》（1956年）                   | 夜の河                             | 吉村公三郎                              | 日本               |
| 回顧：年輕的心——在電影中成長           |                                    |                                         |                    |
| 《關於我們的愛情》（1983年）           | À nos amours                       | 莫里斯·皮亞拉                           | 法國               |
| 《大河之歌》（1956年）                 | অপরাজিত                              | 薩雅吉·雷                               | 印度               |
| 《聲音與憤怒》（1988年）               | De bruit et de fureur              | 尚-克勞德·巴梭                          | 法國               |
| 《蜂巢的幽靈》（1973年）               | El espíritu de la colmena          | 維克多·艾里斯                           | 西班牙             |
| 《蹺課天才》（1986年）                 | Ferris Bueller’s Day Off           | 約翰·休斯                               | 美国               |
| 《美少女》（1969年）                   | Gražuolė                           | 阿倫·澤布里恩                           | 苏联、 立陶宛      |
| 《今天暫時停止》（1993年）             | Groundhog Day                      | 哈羅德·雷米斯                           | 美国               |
| 《賈斯伯荷西之謎》（1974年）           | Jeder für sich und Gott gegen alle | 韋納·荷索                               | 德国               |
| 《一袋大米》（1996年）                 | کیسه برنج                          | 穆罕默德-阿里·塔利比                    | 伊朗、 日本        |
| 《最後一場電影》（1971年）             | The Last Picture Show              | 彼得·博格達諾維奇                       | 美国               |
| 《小逃亡者》（1953年）                 | Little Fugitive                    | 雷蒙·阿伯拉斯金 莫里斯·恩格爾 魯思·奧金 | 美国               |
| 《馬尼拉：在霓虹燈的魔爪下》（1975年） | Maynila: Sa mga kuko ng liwanag    | 里諾·布洛卡                             | 菲律賓             |
| 《一顆恨嫁的心》（1994年）             | Muriel's Wedding                   | 保羅·約翰·霍根                          | 、 法國            |
| 《革命前夕》（1964年）                 | Prima della rivoluzione            | 柏納多·貝托魯奇                         | 義大利             |
| 《養子不教誰之過》（1955年）           | Rebel without a Cause              | 尼古拉斯·雷                             | 美国               |
| 《黑人小茅屋街》（1983年）             | Rue Cases-Nègres                   | 尤桑·巴爾琪                             | 法國               |
| 《無法無家》（1985年）                 | Sans toit ni loi                   | 安妮·華達                               | 法國               |
| 《野雛菊》（1966年）                   | Sedmikrásky                        | 維拉·希蒂洛娃                           | 捷克斯洛伐克       |
| 《青春殘酷物語》（1960年）             | 青春残酷物語                       | 大島渚                                  | 日本               |
| 《天涯何處無芳草》（1961年）           | Splendor in the Grass              | 伊力·卡山                               | 美国               |
| 《颱風俱樂部》（1985年）               | 台風クラブ                         | 相米慎二                                | 日本               |
| 《土狼之旅》（1973年）                 | Touki Bouki                        | 吉布里爾·迪奧普·芒貝蒂                  | 塞内加尔           |
| 《藍色情挑》（1993年）                 | Trois couleurs : Bleu              | 克里斯多夫·奇士勞斯基                   | 法國、 波蘭、 瑞士 |
| 《死亡日記》（1999年）                 | The Virgin Suicides                | 蘇菲亞·柯波拉                           | 美国               |
| 致敬：史蒂芬·史匹柏                    |                                    |                                         |                    |
| 《飛輪喋血》（1971年）                 | Duel                               | 史蒂芬·史匹柏                           | 美国               |
| 《大白鯊》（1975年）                   | Jaws                               | 史蒂芬·史匹柏                           | 美国               |
| 《印第安納瓊斯：法櫃奇兵》（1981年）   | Rider of the Lost Ark              | 史蒂芬·史匹柏                           | 美国               |
| 《E.T.外星人》（1982年）               | ET.: The Extra-Terrestrial         | 史蒂芬·史匹柏                           | 美国               |
| 《辛德勒的名單》（1993年）             | Schindler's List                   | 史蒂芬·史匹柏                           | 美国               |
| 《慕尼黑》（2005年）                   | Munich                             | 史蒂芬·史匹柏                           | 美国               |
| 《間諜橋》（2015年）                   | Bridge of Spies                    | 史蒂芬·史匹柏                           | 美国               |
| 《法貝爾曼》（2022年）                 | The Fabelmans                      | 史蒂芬·史匹柏                           | 美国               |

### 電影大觀
以下電影被選為電影大觀：
| 片名                       | 原文片名                                                 | 導演                                    | 出品國                                  |
| 劇情片                     | 劇情片                                                   | 劇情片                                  | 劇情片                                  |
| -------------------------- | -------------------------------------------------------- | --------------------------------------- | --------------------------------------- |
| 《塞壬》（開幕片）         | La Sirène                                                | 塞比德·法爾西                           | 法國、 德国、 盧森堡、 比利时           |
| 《之後》                   | After                                                    | 安東尼·拉皮亞                           | 法國                                    |
| 《世界色彩只在黑白之間》*‡ | All the Colours of the World Are Between Black and White | 巴巴通德·阿帕洛洛                       | 尼日尔                                  |
| 《背負》                   | Al Murhaqoon                                             | 阿姆·賈馬爾                             | 葉門、 苏丹、 沙烏地阿拉伯              |
| 《林中野獸》               | La Bête dans la jungle                                   | 派屈克·希沙                             | 法國、 比利时、 奥地利                  |
| 《城堡》                   | El castillo                                              | 馬丁·班希摩爾                           | 阿根廷、 法國                           |
| 《愛在柏林漂流時》‡        | Drifter                                                  | 哈尼斯·赫許                             | 德国                                    |
| 《女氣》*‡                 | Femme                                                    | 山姆·H·費里曼 吳春平                    | 美国、 英国                             |
| 《伏擊》*                  | Ghaath                                                   | 哈特拉帕·尼納維                         | 印度                                    |
| 《綠夜》‡                  | 《綠夜》‡                                                | 韓帥                                    | 香港                                    |
| 《你好，陰濕》‡            | Hello Dankness                                           | Soda Jerk                               |                                         |
| 《英雄氣質》               | Heroico                                                  | 大衛·佐拉納                             | 墨西哥、 瑞典                           |
| 《坐困愁屋》               | Inside                                                   | 瓦西里斯·卡蘇皮斯                       | 希腊、 德国、 比利时                    |
| 《失控教室》               | Das Lehrerzimmer                                         | 伊爾凱爾·恰塔克                         | 德国                                    |
| 《瑪特莉雅》*              | Matria                                                   | 阿爾瓦羅·加戈·迪亞斯                    | 西班牙                                  |
| 《你的對手》‡              | Motståndaren                                             | 米拉德·阿拉米                           | 瑞典                                    |
| 《愛情轉移》‡              | Passages                                                 | 艾拉·薩克斯                             | 法國                                    |
| 《作惡者》‡                | Perpetrator                                              | 珍妮佛·瑞德                             | 美国、 法國                             |
| 《財產》                   | Propriedade                                              | 丹尼爾·班德拉                           | 巴西                                    |
| 《告密者》*                | Reality                                                  | 蒂娜·薩特                               | 美国                                    |
| 《助產士們》               | Sages-femmes                                             | 蕾雅·佛奈兒                             | 法國                                    |
| 《銀色薄霧》‡              | Silver Haze                                              | 薩莎·波拉克                             | 荷蘭、 英国                             |
| 《茜拉》                   | Sira                                                     | 阿波琳·特勞雷                           | 布吉納法索、 法國、 德国、 塞内加尔     |
| 《茜茜與我》               | Sisi & Ich                                               | 芙勞克·芬思特瓦德                       | 德国、 瑞士、 奥地利                    |
| 《安靜的生活》*            | Stille Liv                                               | 瑪琳·崔                                 | 丹麦                                    |
| 《你愛我嗎？》             | Ти Мені Сказала                                          | 安東尼娜·諾亞布羅娃                     | 乌克兰、 瑞典                           |
| 紀錄片                     |                                                          |                                         |                                         |
| 《還有，走向歡樂小巷》     | And, Towards Happy Alleys                                | 史瑞莫伊·辛格                           | 印度                                    |
| 《在膠片墳墓》Ⓓ            | Au cimetière de la pellicule                             | 蒂爾諾·蘇萊曼                           | 法國、 塞内加尔、 几内亚、 沙烏地阿拉伯 |
| 《永恆的記憶》             | The Eternal Memory                                       | 梅特·阿爾貝蒂                           | 智利                                    |
| 《鐵蝴蝶》                 | Iron Butterflies                                         | 羅曼·柳比                               | 乌克兰、 德国                           |
| 《瓊·貝茲：我是個噪音》    | Joan Baez I Am A Noise                                   | 凱倫·奧康納 梅里·納瓦什基 梅芙·歐博伊爾 | 美国                                    |
| 《KOKOMO：未至之城》‡      | Kokomo City                                              | D·史密斯                                | 美国                                    |
| 《施塔姆斯》Ⓓ              | Stams                                                    | 伯恩哈德·布勞斯坦                       | 奥地利                                  |
| 《跨性別武裝力量》‡        | Transfariana                                             | 喬里斯·拉雪茲                           | 法國、 哥伦比亚                         |
| 《在大馬士革的天空下》Ⓓ    | Under the Sky of Damascus                                | 赫巴·哈立德 塔拉勒·德爾基 阿里·瓦吉赫   | 丹麦、 德国、 美国、 叙利亚             |

* 表示為導演首部長片，可角逐最佳首部長片獎。
‡ 表示為LGBT題材電影，可角逐泰迪熊獎。
Ⓓ 表示為紀錄片，可角逐柏林紀錄片獎。

### 論壇
以下電影被選為論壇單元：
| 片名                                              | 原文片名                                                                                              | 導演                             | 出品國                        |
| ------------------------------------------------- | --- | -------------------------------- | ----------------------------- |
| 《艾倫斯沃思》                                    | Allensworth                                                                                           | 詹姆斯·班寧                      | 美国                          |
| 《頸項》Ⓓ                                         | Anqa                                                                                                  | 赫林·切利克                      | 奥地利、 西班牙               |
| 《三十歲的阿圖羅》‡                               | Arturo a los 30                                                                                       | 馬丁·尚利                        | 阿根廷                        |
| 《在一處：瑪格麗特·泰特的肖像》                   | Being in a Place – A Portrait of Margaret Tait                                                        | 盧克·福勒                        | 英国                          |
| 《新娘》*                                         | The Bride                                                                                             | 米麗安·烏維拉吉耶·比拉拉         | 卢旺达                        |
| 《拉巴特城》                                      | Cidade Rabat                                                                                          | 蘇珊娜·諾布雷                    | 葡萄牙、 法國                 |
| 《具體的山谷》                                    | Concrete Valley                                                                                       | 安托萬·伯吉斯                    | 加拿大                        |
| 《最親愛的菲歐娜》                                | Dearest Fiona                                                                                         | 費歐娜·譚                        | 荷蘭                          |
| 《事實上》                                        | De Facto                                                                                              | 塞爾瑪·多博拉克                  | 奥地利、 德国                 |
| 《局外人》‡                                       | O estranho                                                                                            | 弗洛拉·迪亞士 朱魯納·馬龍        | 巴西、 法國                   |
| 《寺木幫》                                        | Le Gang des Bois du Temple                                                                            | 哈巴·阿默-札伊梅許               | 法國                          |
| 《去與留》Ⓓ                                       | Gehen und Bleiben                                                                                     | 沃爾克·寇普                      | 德国                          |
| 《馬劇》                                          | Horse Opera                                                                                           | 莫伊拉·戴維                      | 美国                          |
| 《革命之間》‡                                     | Între revoluții                                                                                       | 弗拉德·佩特里                    | 羅馬尼亞、 伊朗               |
| 《有塊石頭》                                      | 石がある                                                                                              | 太田達成                         | 日本                          |
| 《無神之所》Ⓓ                                     | Jaii keh khoda nist                                                                                   | 邁爾漢·塔馬東                    | 法國、 瑞士                   |
| 《阿根廷正義審判》Ⓓ                               | El juicio                                                                                             | 烏里賽斯·德拉歐丹                | 阿根廷、 義大利、 法國、 挪威 |
| 《莫斯科來電》‡                                   | Llamadas desde Moscú                                                                                  | 路爾斯·亞歷杭德羅·耶羅           | 古巴、 德国、 挪威            |
| 《哺乳類》                                        | Mammalia                                                                                              | 塞巴斯蒂安·米哈伊萊斯庫          | 羅馬尼亞、 波蘭、 德国        |
| 《我們的身體》Ⓓ                                   | Notre corps                                                                                           | 克萊兒·西蒙                      | 法國                          |
| 《生命之金》                                      | Or de vie                                                                                             | 布巴卡爾·桑加雷                  | 布吉納法索、 法國             |
| 《來自沙漠新世的筆記》                            | Poznámky z Eremocénu                                                                                  | 維埃拉·卡尼奧娃                  | 斯洛伐克、 捷克               |
| 《水母的面孔》                                    | El rostro de la medusa                                                                                | 梅莉莎·利賓塔爾                  | 阿根廷                        |
| 《回想起所有夜晚》                                | すべての夜を思いだす                                                                                  | 清原惟                           | 日本                          |
| 《這是結束》‡                                     | This Is the End                                                                                       | 文森·狄厄特                      | 法國                          |
| 《遺忘的形式》                                    | Unutma Biçimleri                                                                                      | 布拉克·塞維克                    | 土耳其                        |
| 《與我們無關》*                                   | 우리와 관계없이                                                                                       | 柳興俊                           |                               |
| 《在烏克蘭》                                      | W Ukrainie                                                                                            | 彼得·包路斯 托馬什·沃爾斯基      | 波蘭、 德国                   |
| 論壇延展                                          | |                                  |                               |
| 《樹》                                            | A árvore                                                                                              | 安娜·瓦斯                        | 西班牙、 葡萄牙               |
| 《非洲智能》                                      | AI: African Intelligence                                                                              | 曼西亞·迪亞華拉                  | 葡萄牙、 塞内加尔、 比利时    |
| 《陌生黑人們》                                    | Black Strangers                                                                                       | 丹·格思禮                        | 英国                          |
| 《合謀》                                          | Conspiracy                                                                                            | 西蒙尼·雷伊 瑪德琳·杭特-埃爾利希 | 美国                          |
| 《沙漠夢想》                                      | Desert Dreaming                                                                                       | 阿布都·哈利克·阿齊茲             | 斯里蘭卡                      |
| 《初雨衝去春雨前的糠秕》                          | Der frühe Regen, der die Spreu abwäscht, bevor der Frühlingsregen einsetzt                            | 海科-坦德卡·恩庫巴               | 德国                          |
| 《毫無恐懼》                                      | Es gibt keine Angst                                                                                   | 安娜·澤特                        | 德国                          |
| 《展覽》‡                                         | Exhibition                                                                                            | 瑪麗·海倫娜·克拉克               | 美国                          |
| 《家園侵入》                                      | Home Invasion                                                                                         | 格雷姆·阿恩費爾德                | 英国                          |
| 《如果你不注意你移動的方式》                      | If You Don’t Watch the Way You Move                                                                   | 凱文·艾佛森                      | 美国                          |
| 《殘存之物》                                      | Last Things                                                                                           | 黛博拉·史翠曼                    | 法國、 美国、 葡萄牙          |
| 《山竹果》                                        | Mangosteen                                                                                            | 圖拉普·盛加侖                    | 泰國                          |
| 《羨慕女人的男人》（1985年）                      | The Man Who Envied Women                                                                              | 伊馮娜·瑞內                      | 美国                          |
| 《見怪不怪》                                      | No Stranger at All                                                                                    | 普里亞·森                        | 印度                          |
| 《提煉場景》                                      | Sahnehaye Estekhraj                                                                                   | 莎娜茲·索拉比                    | 加拿大                        |
| 《西米婭：非命定的策略》                          | Simia: Stratagem for Undestining                                                                      | 阿塞姆·亨達維                    | 埃及                          |
| 《發光的河》                                      | 《發光的河》                                                                                          | 雷磊                             | 中国                          |
| 《分離我們的時間》                                | The Time That Separates Us                                                                            | 帕拉索·阿努沙普爾                | 加拿大                        |
| 《後旅》                                          | Trip After                                                                                            | 烏克里·桑·官海                   | 新西兰、 泰國                 |
| 《中間世界》                                      | Zwischenwelt                                                                                          | 卡娜·比利爾-邁爾                 | 德国                          |
| 特別展映                                          | |                                  |                               |
| 《我通過小道消息聽聞了》（1982年）                | I Heard It through the Grapevine                                                                      | 迪克·方丹                        | 美国                          |
| 《惡魔妖后》（1974年）                            | A Rainha Diaba                                                                                        | 安東尼奧·卡洛斯·達·馮圖拉        | 巴西                          |
| 特別展映：虛構證明                                | |                                  |                               |
| 《居留許可》（1978年）                            | Aufenthaltserlaubnis                                                                                  | 安東尼奧·斯卡爾梅達              | 西德                          |
| 《巴爾瓦爾德地區的秋天》（1983年）                | Ein Herbst im Ländchen Bärwalde                                                                       | 高塔姆·博拉                      | 東德                          |
| 《聖樹之戰》（1995年）                            | Der Kampf um den heiligen Baum                                                                        | 萬吉魯·金延朱                    | 德国                          |
| 《黑腦袋》（1979年）                              | Kara Kafa                                                                                             | 科爾漢·尤策瓦                    | 土耳其                        |
| 《色彩的情人與殺手》（1988年）                    | A Lover & Killer of Colour                                                                            | 萬吉魯·金延朱                    | 西德                          |
| 《我，你的母親》（1980年）                        | Man sa yay                                                                                            | 薩菲·法耶                        | 西德                          |
| 《我的父親，外來勞工》（1995年）                  | Mein Vater, der Gastarbeiter                                                                          | 尤瑟爾·雅威兹                    | 德国                          |
| 《除此之外，我很好》（2020年）                    | Onun Haricinde, İyiyim                                                                                | 艾倫·阿克蘇                      | 德国、 土耳其                 |
| 《正常》（1980年）                                | Ordnung                                                                                               | 蘇赫拉布·沙希德·薩利斯           | 德国                          |
| 《噢呦呦》（1980年）                              | Oyoyo                                                                                                 | 切特納·沃拉                      | 東德                          |
| 論壇延展：展覽                                    | |                                  |                               |
| 《阿哲羅》                                        | Achala                                                                                                | 丹增彭措                         | 美国                          |
| 《借一本家庭相冊》                                | Borrowing a Family Album                                                                              | 塔梅爾·艾爾·薩伊德               | 埃及                          |
| 《首長，首長，見到您真好》                        | Comrade leader, comrade leader, how nice to see yo                                                    | 瓦利德·拉德                      | 美国                          |
| 《舞蹈男孩》                                      | Dancing Boy                                                                                           | 丹增彭措                         | 美国                          |
| 《夢》                                            | Dreams                                                                                                | 丹增彭措                         | 美国                          |
| 《在這岸，這裡。》                                | On this shore, here.                                                                                  | 雅絲敏·梅特瓦利                  | 德国、 比利时、 法國          |
| 《父親 母親》                                     | Pala Amala                                                                                            | 丹增彭措                         | 美国                          |
| 《旋轉器》                                        | Revolver                                                                                              | 克莉絲朵·Z·坎貝爾                | 美国                          |
| 《夏草》                                          | Summer Grass                                                                                          | 丹增彭措                         | 美国                          |
| 《塔爾圖帕魯克（原型）》                          | Tartupaluk (Prototype)                                                                                | 拉庫盧克·威廉姆森·巴托里         | 加拿大、 丹麦、 格陵兰        |
| 《時間隧道：1973年4月18日在電影兵工廠的飯村隆彥》 | Time Tunnel: Takahiko Iimura at Kino Arsenal, 18. April 1973                                          | 飯村隆彦                         | 日本、 美国                   |
| 《楚蜜赫》                                        | Цlумихъ                                                                                               | 陶絲·瑪哈秋娃                    | 俄羅斯                        |
| 《很長的動圖》                                    | Very Long Gif                                                                                         | 愛德華多·威廉斯                  | 西班牙、 挪威、 希腊          |
| 《尤甘塔電影集體》                                | Our Daughters Shall Inherit the Wealth of Our Stories: The Imaginactivism of Yugantar Film Collective | 尤甘塔電影集體                   | 印度                          |

* 表示為導演首部長片，可角逐最佳首部長片獎。
‡ 表示為LGBT題材電影，可角逐泰迪熊獎。
Ⓓ 表示為紀錄片，可角逐柏林紀錄片獎。

### 新世代
以下電影被選為新世代單元：
| 片名                           | 原文片名                                       | 導演                                                        | 出品國                                                       |
| 兒童單元–長片                  | 兒童單元–長片                                  | 兒童單元–長片                                               | 兒童單元–長片                                                |
| ------------------------------ | ---------------------------------------------- | ----------------------------------------------------------- | ------------------------------------------------------------ |
| 《深海》                       | 《深海》                                       | 田曉鵬                                                      | 中国                                                         |
| 《女孩的靈緹犬》               | A Greyhound of a Girl                          | 安佐·達洛                                                   | 盧森堡、 義大利、 爱尔兰、 英国、 爱沙尼亚、 拉脫維亞、 德国 |
| 《海波粼粼》                   | Zeevonk                                        | 多米恩·休                                                   | 比利时、 荷蘭                                                |
| 《金屬的性質》                 | Le proprietà dei metalli                       | 安東尼奧·比吉尼                                             | 義大利                                                       |
| 《舞蹈女王》                   | Dancing Queen                                  | 歐若拉·戈塞                                                 | 挪威                                                         |
| 《咪咪》                       | Mimi                                           | 蜜拉·佛尼                                                   | 斯洛伐克                                                     |
| 《甘若》                       | Sweet As                                       | 賈布·克萊克                                                 |                                                              |
| 《絕對超棒》                   | Helt super                                     | 雷斯穆斯·A·席維特森                                         | 挪威                                                         |
| 《世界之愛》                   | L'Amour du monde                               | 珍娜·哈斯                                                   | 瑞士                                                         |
| 《小孩兒》                     | Kiddo                                          | 扎拉·德溫格                                                 | 荷蘭                                                         |
| 《我攜夢甦醒》                 | Desperté con un sueño                          | 帕布羅·索拉茲                                               | 阿根廷、 乌拉圭                                              |
| 《仙履奇緣》（1950年）         | Cinderella                                     | 威爾斐德·傑克遜 漢密爾頓·呂斯克 克萊德·傑羅尼米             | 美国                                                         |
| 兒童單元–短片                  |                                                |                                                             |                                                              |
| 《交割會世家》                 | Closing Dynasty                                | 洛依德·李·崔                                                | 美国                                                         |
| 《納米級》                     | Nanitic                                        | 卡洛·阮                                                     | 加拿大                                                       |
| 《啊啊啊》                     | Aaaah !                                        | 奧斯曼·賽凡                                                 | 法國                                                         |
| 《德尼斯卡死了》               | Deniska umřela                                 | 菲利普·卡斯特納                                             | 捷克                                                         |
| 《兩姐妹間》                   | Entre deux sœurs                               | 安妮-索菲·古塞特 克萊門特·塞德                              | 法國                                                         |
| 《寂靜中甦醒》                 | Im Stillen erwachen                            | 米拉·日盧堅科 丹尼爾·阿薩迪·法伊齊                          | 德国、 乌克兰                                                |
| 《小暉和他的牛》               | 《小暉和他的牛》                               | 勞馨瑩                                                      | 中国                                                         |
| 《岩漿》                       | Magma                                          | 盧卡·邁斯特                                                 | 荷蘭                                                         |
| 《劍尾魚》‡                    | Sværddrage                                     | 阿瑪莉亞·瑪麗亞·尼爾森                                      | 丹麦                                                         |
| 《蜘蛛與艾拉》                 | Spin & Ella                                    | 安·弗朗博特                                                 | 比利时                                                       |
| 《另一面鏡子裡的夢中之夢》     | De songes au songe d'un autre miroir           | 朱云逸                                                      | 法國                                                         |
| 《山丘蓋比》                   | Gaby les collines                              | 柔艾·佩爾查特-韋勒                                          | 加拿大                                                       |
| 《哥斯塔彼得蘭》               | Gösta Petter-land                              | 克里斯特·華伯格                                             | 瑞典                                                         |
| 《睡眠》                       | Somni                                          | 索尼婭·羅勒德                                               | 德国                                                         |
| 《黃昏》                       | Timis                                          | 阿瓦·莫塔爾·蓋耶                                            | 塞内加尔                                                     |
| 《池沼》                       | Tümpel                                         | 莉娜·馮·杜倫 伊娃·拉斯特                                    | 瑞士                                                         |
| 青年單元–長片                  |                                                |                                                             |                                                              |
| 《明天比昨天長久》*            | 《明天比昨天長久》*                            | 姚志衛                                                      | 新加坡、 臺灣、 法國、 葡萄牙                                |
| 《考察團》                     | Ha'Mishlahat                                   | 阿薩夫·薩班                                                 | 波蘭、 以色列、 德国                                         |
| 《阿爾瑪穆拉》*‡               | Almamula                                       | 胡安·賽巴斯汀·托拉萊斯                                      | 法國、 阿根廷、 義大利                                       |
| 《拉蒙娜》                     | Ramona                                         | 維多利亞·利納雷斯·維利加斯                                  |                                                              |
| 《我們不會消逝》Ⓓ              | Ми не зґаснемо                                 | 艾莉莎·科瓦倫科                                             | 乌克兰、 法國、 波蘭                                         |
| 《天堂》*‡                     | Le Paradis                                     | 澤諾·格拉頓                                                 | 比利时、 法國                                                |
| 《茜卡》*                      | Sica                                           | 卡拉·蘇比納                                                 | 西班牙                                                       |
| 《什麼時候才會恢復原狀》       | Wann wird es endlich wieder so, wie es nie war | 蘇妮雅‧海絲                                                 | 德国                                                         |
| 《蠢貨》‡                      | Mutt                                           | 武克·隆古洛夫-克洛茨                                        | 美国                                                         |
| 《然後國王說，好個奇異的機器》 | And the King Said, What a Fantastic Machine    | 阿克塞爾·丹尼爾森 馬克西米利安·范·艾特瑞克                  | 瑞典、 丹麦                                                  |
| 《阿道夫》                     | Adolfo                                         | 索菲婭·奧扎                                                 | 美国、 墨西哥                                                |
| 《夢想之門》                   | Darvazeye royaha                               | 內金·艾哈邁迪                                               | 伊朗、 法國、 挪威、 美国                                    |
| 《靈魂小冊》                   | Aatmapamphlet                                  | 阿希什·阿維納什·本德                                        | 印度                                                         |
| 《蜂鳥們》‡Ⓓ                   | Hummingbirds                                   | 西爾維婭·德爾卡門·卡斯塔尼奧斯 埃斯特法尼亞·貝巴·孔特雷拉斯 | 美国                                                         |
| 青年單元–短片                  |                                                |                                                             |                                                              |
| 《一時一刻》                   | 《一時一刻》                                   | 趙浩                                                        | 中国                                                         |
| 《西莫》                       | Simo                                           | 阿齊茲·佐隆巴                                               | 加拿大                                                       |
| 《魔鏡魔鏡》                   | Mirror Mirror                                  | 桑杜拉·阿桑達                                               | 南非                                                         |
| 《步兵》                       | Infantaria                                     | 萊斯·桑托斯·阿勞霍                                          | 巴西                                                         |
| 《馬德里之前》                 | Antes de Madrid                                | 伊倫·胡安貝茨 尼古拉斯·波塔納                               | 乌拉圭                                                       |
| 《情迷意碎》‡                  | Crushed                                        | 艾拉·羅卡                                                   | 瑞士                                                         |
| 《默》‡                        | To Write From Memory                           | 艾莫里·趙·約翰遜                                            | 美国                                                         |
| 《火箭發射時》                 | 《火箭發射時》                                 | 劉博濠                                                      | 中国、 美国                                                  |
| 《瑪丹》                       | Madden                                         | 瑪琳·英格麗·約翰遜                                          | 瑞典                                                         |
| 《我母親與我》                 | Ma mère et moi                                 | 愛瑪·布蘭德霍斯特                                           | 荷蘭                                                         |
| 《鯰魚人》                     | Hito                                           | 史蒂芬·洛佩茲                                               | 菲律賓                                                       |
| 《十字路口》‡                  | Incroci                                        | 法蘭西斯卡·德富斯科                                         | 美国、 義大利                                                |
| 《而我，我也在跳舞》           | من خود, من هم میرقصم                           | 穆罕默德沙·瓦利扎德根                                       | 伊朗、 德国、 捷克                                           |
| 《暴露》                       | Mise à nu                                      | 蕾雅·瑪麗·蘭布克 西蒙·瑪麗亞·庫別納                         | 德国、 奥地利、 法國                                         |
| 《我的眼角》                   | Szemem sarka                                   | 多米尼克·埃爾哈特                                           | 匈牙利                                                       |

*表示為導演首部長片，可角逐最佳首部長片獎。
‡ 表示為LGBT題材電影，可角逐泰迪熊獎。
Ⓓ 表示為紀錄片，可角逐柏林紀錄片獎。

### 德國視點
以下電影被選為德國視點單元：
| 片名                                     | 原文片名                                        | 導演                                            | 出品國                                 |
| ---------------------------------------- | ----------------------------------------------- | ----------------------------------------------- | -------------------------------------- |
| 《亞拉臘》*                              | Ararat                                          | 恩金·昆達                                       | 德国                                   |
| 《星期三》                               | Ash Wednesday                                   | 若奧·佩德羅·普拉多 芭芭拉·桑托斯                | 德国                                   |
| 《艾拉哈》                               | Elaha                                           | 米萊娜·阿博揚                                   | 德国                                   |
| 《天竺葵》                               | Geranien                                        | 塔妮亞·伊根                                     | 德国                                   |
| 《骨與名》‡                              | Knochen und Namen                               | 法比安·施塔姆                                   | 德国                                   |
| 《長長長長的吻》                         | Langer Langer Kuss                              | 盧卡斯·羅德                                     | 德国                                   |
| 《核遊民們》                             | Nomades du nucléaire                            | 基利安·阿曼多·弗里德里希 提香·斯特朗普·扎加里   | 德国                                   |
| 《綁架新娘》                             | El secuestro de la novia                        | 蘇菲亞·莫科雷亞                                 | 德国                                   |
| 《勿忘邁因》Ⓓ                            | Vergiss Meyn Nicht                              | 法比亞娜·弗拉蓋爾 基里安·庫倫達爾 延斯·穆爾霍夫 | 德国                                   |
| 《德黑蘭七冬》Ⓓ                          | Sieben Winter in Teheran                        | 史蒂菲·尼德佐爾                                 | 德国、 法國                            |
| 客座                                     |                                                 |                                                 |                                        |
| 《撒謊者雅各布》（1974年）               | Jakob, der Lügner                               | 法蘭克·貝爾                                     | 東德、 捷克斯洛伐克                    |
| 《庫什庫什：沒有羽毛我們無法生存》       | Kash Kash                                       | 莉亞·奈雅爾                                     | 德国、 黎巴嫩                          |
| 透視匹配                                 |                                                 |                                                 |                                        |
| 《朵拉或我們父母的神經官能症》（2015年） | Dora oder Die sexuellen Neurosen unserer Eltern | 史蒂娜‧薇倫費爾絲                               | 瑞士、 德国                            |
| 《梭哈人生》（2016年）                   | A Hologram for the King                         | 湯姆·提克威                                     | 法國、 德国、 开曼群岛、 墨西哥、 美国 |
| 《安魂曲》（2006年）                     | Requiem                                         | 漢斯-克里斯汀·史密德                            | 德国                                   |
| 《德黑蘭禁忌》（2017年）                 | تهران تابو                                      | 阿里·蘇贊德                                     | 德国、 奥地利                          |

* 表示為導演首部長片，可角逐最佳首部長片獎。
‡ 表示為LGBT題材電影，可角逐泰迪熊獎。
Ⓓ 表示為紀錄片，可角逐柏林紀錄片獎。

## 獎項
以下為得獎名單：

### 官方單元
正式競賽
- 金熊獎：《塞納河上的船屋》– 尼可拉斯·菲力柏特（法语：Nicolas Philibert）
- 評審團大獎銀熊獎：《野火蔓延時（德语：Roter Himmel）》– 克里斯汀·佩佐
- 評審團獎銀熊獎：《苦日方來（葡萄牙語：Mal Viver）》– 喬歐·康尼（葡萄牙語：João Canijo）
- 最佳導演銀熊獎：菲利普·卡黑 –《偶戲之家（法语：Le Grand Chariot）》
- 最佳主角銀熊獎：蘇菲亞·奧特羅（西班牙语：Sofía Otero） –《兩萬種蜜蜂（西班牙语：20.000 especies de abejas）》
- 最佳配角銀熊獎：蒂婭·埃爾（德语：Thea Ehre） –《直到長夜將盡（德语：Bis ans Ende der Nacht）》
- 最佳劇本銀熊獎：安姬拉·夏納萊克 –《聲聲長流（德语：Music (2023)）》
- 傑出藝術貢獻銀熊獎：海倫娜·婁華（法语：Hélène Louvart）（攝影） –《迪斯可戰爭（法语：Disco Boy）》

邂逅
- 最佳影片：《小世界（德语：Here (2023)）》– 巴斯·德沃斯
- 最佳導演：塔蒂亞娜·胡埃佐（西班牙语：Tatiana Huezo） –《夢迴山村（德语：El eco）》
- 評審團特別獎：
  - 《千面歐蘭朵（法语：Orlando, ma biographie politique）》– 保羅·B·普雷西亞多（西班牙语：Paul B. Preciado）
  - 《轉生幻夢》– 路易斯·帕堤諾

短片競賽
- 最佳短片金熊獎（英语：Golden Bear for Best Short Film）：《毛蟲們》– 米歇爾·凱瑟瓦尼、諾埃爾·凱瑟瓦尼
- 最佳短片銀熊獎（英语：Silver Bear for Best Short Film）：《浸黑》– 馬修·索恩、德里克·林奇
- 特別提及：《是場約會》– 娜迪亞·帕爾凡

柏林紀錄片獎
- 柏林紀錄片獎：《夢迴山村（德语：El eco）》– 塔蒂亞娜·胡埃佐（西班牙语：Tatiana Huezo）
- 特別提及：《千面歐蘭朵（法语：Orlando, ma biographie politique）》– 保羅·B·普雷西亞多（西班牙语：Paul B. Preciado）

最佳首部長片獎
- 最佳首部長片獎：《我心翩然（德语：Adentro mío estoy bailando）》– 萊安德羅·科赫、帕洛瑪·沙赫曼
- 特別提及：《新娘》– 米麗安·烏維拉吉耶·比拉拉

劇集競賽
- 最佳劇集獎：《好媽媽們》– 朱利安·賈洛（英语：Julian Jarrold）、伊莉莎·阿莫魯索（義大利語：Elisa Amoruso）
- 特別提及：《建築師》– 凱倫·盧末-克萊伯斯

特別獎
- 榮譽金熊獎：史蒂芬·史匹柏
- 金攝影機獎（德语：Berlinale Kamera）：卡洛琳·尚普蒂耶（法语：Caroline Champetier）[38]

電影大觀
觀眾票選獎－劇情片
- 第一名：《茜拉》－ 阿波琳·特勞雷（法语：Apolline Traoré）
- 第二名：《背負》－ 阿姆·賈馬爾
- 第三名：《助產士們》－ 蕾雅·佛奈兒（法语：Léa Fehner）

觀眾票選獎－紀錄片
- 第一名：《KOKOMO：未至之城（英语：Kokomo City）》－ D·史密斯
- 第二名：《永恆的記憶》－ 梅特·阿爾貝蒂（西班牙语：Maite Alberdi）
- 第三名：《在膠片墳墓》－ 蒂爾諾·蘇萊曼

新世代
兒童單元
- 最佳影片水晶熊獎：《甘若》－ 賈布·克萊克（英语：Jub Clerc）
- 特別提及：《海波粼粼》－ 多米恩·休
- 最佳短片水晶熊獎：《交割會世家》－ 洛依德·李·崔（英语：Lloyd Lee Choi）
- 最佳短片特別提及獎：《德尼斯卡死了》－ 菲利普·卡斯特納
- 國際評審團最佳影片獎：《咪咪》－ 蜜拉·佛尼（羅馬尼亞語：Mira Fornay）
- 特別提及：《世界之愛》－ 珍娜·哈斯
- 國際評審團最佳短片獎：《寂靜中甦醒》－ 米拉·日盧堅科、丹尼爾·阿薩迪·法伊齊
- 特別提及：《小暉和他的牛》－ 勞馨瑩

青年單元
- 最佳影片水晶熊獎：《阿道夫》－ 索菲婭·奧扎
- 特別提及：《然後國王說，好個奇異的機器》－ 阿克塞爾·丹尼爾森、馬克西米利安·范·艾特瑞克
- 最佳短片水晶熊獎：《而我，我也在跳舞》－ 穆罕默德沙·瓦利扎德根
- 特別提及：《我的眼角》－ 多米尼克·埃爾哈特
- 國際評審團最佳影片獎：《蜂鳥們》－ 西爾維婭·德爾卡門·卡斯塔尼奧斯、埃斯特法尼亞·貝巴·孔特雷拉斯
- 特別提及：《蠢貨》－ 武克·隆古洛夫-克洛茨
- 國際評審團最佳短片獎：《步兵》－ 萊斯·桑托斯·阿勞霍
- 特別提及：《十字路口》－ 法蘭西斯卡·德富斯科

德國視點
- 羅盤透視獎：《德黑蘭七冬》－ 史蒂菲·尼德佐爾

### 其他獎項[39]
費比西獎
- 正式競賽：《善良的生存（英语：The Survival of Kindness）》– 羅夫·迪·希爾（英语：Rolf de Heer）
- 邂逅：《小世界（德语：Here (2023)）》– 巴斯·德沃斯
- 電影大觀：《安靜的生活（丹麥語：Stille liv）》– 瑪琳·崔（丹麥語：Malene Choi Jensen）
- 論壇：《革命之間（德语：Între revoluții）》– 弗拉德·佩特里

泰迪熊獎
- 最佳劇情片：《世界色彩只在黑白之間（英语：All the Colours of the World Are Between Black and White）》– 巴巴通德·阿帕洛洛
- 最佳短片：《浸黑》– 馬修·索恩、德里克·林奇
- 最佳紀錄片：《千面歐蘭朵（法语：Orlando, ma biographie politique）》– 保羅·B·普雷西亞多（西班牙语：Paul B. Preciado）
- 評審團獎：《銀色薄霧（英语：Silver Haze (film)）》– 薩莎·波拉克（荷兰语：Sacha Polak）
- 特別獎：安德烈·卡爾帕奇（俄语：Халпахчі Андрій Якович）（基輔國際電影節總監）、博丹·朱克（基輔國際電影節選片人）

天主教人道精神獎
- 天主教人道精神獎（英语：Prize of the Ecumenical Jury）：
  - 正式競賽：《最後一次的生日派對（西班牙语：Tótem (film)）》– 莉拉·亞維列斯（西班牙语：Lila Avilés）
  - 電影大觀：《助產士們》– 蕾雅·佛奈兒（法语：Léa Fehner）
  - 論壇：《無神之所》– 邁爾漢·塔馬東
  - 特別提及：《塞納河上的船屋》– 尼可拉斯·菲力柏特（法语：Nicolas Philibert）（正式競賽）

讀者評審團獎
- 柏林摩根郵報讀者評審團獎：《兩萬種蜜蜂（德语：20.000 especies de abejas）》– 埃斯蒂巴利茲·烏雷索拉·索盧古（西班牙语：Estibaliz Urresola Solaguren）
- 每日鏡報讀者評審團獎：《千面歐蘭朵（法语：Orlando, ma biographie politique）》– 保羅·B·普雷西亞多（西班牙语：Paul B. Preciado）

公會電影獎
- 公會電影獎：《兩萬種蜜蜂（德语：20.000 especies de abejas）》– 埃斯蒂巴利茲·烏雷索拉·索盧古（西班牙语：Estibaliz Urresola Solaguren）

國際藝術電影院聯合會獎
- 國際藝術電影院聯合會獎：
  - 《失控教室》– 伊爾凱爾·恰塔克（德语：İlker Çatak）（電影大觀）
  - 《水母的面孔》– 梅莉莎·利賓塔爾（論壇）

歐洲電影標誌獎
- 歐洲電影標誌獎：《失控教室》– 伊爾凱爾·恰塔克（德语：İlker Çatak）

卡利加里電影獎
- 卡利加里電影獎：《事實上》– 塞爾瑪·多博拉克

和平電影獎
- 和平電影獎：《德黑蘭七冬》– 史蒂菲·尼德佐爾

大赦國際電影獎
- 大赦國際電影獎：《背負》– 阿姆·賈馬爾

海納卡羅獎
- 海納卡羅獎：法比安·施塔姆（德语：Fabian Stumm）（編劇）– 《骨與名》

德國藝術影院協會獎
- 德國藝術影院協會獎：《然後國王說，好個奇異的機器》– 阿克塞爾·丹尼爾森、馬克西米利安·范·艾特瑞克

## 外部連結
- 官方网站